# Finn Christensen (fodboldspiller)
 For alternative betydninger, se Finn Christensen. (Se også artikler, som begynder med Finn Christensen)
Finn Vind Christensen (født 25. marts 1962) er en tidligere dansk, professionel fodboldspiller.

## Karriere
Finn Christensen spillede det meste af sin karriere i Vejle Boldklub. I 1984 tog han dog en afstikker til Ikast FS. Samme år vandt Vejle Boldklub det danske mesterskab.
I 1990'erne var Finn Christensen anfører på et VB-hold, der primært bestod af unge talenter som f.eks. Thomas Gravesen, Kaspar Dalgas og Peter Graulund. Finn var i den periode den rutinerede rygrad på VB-holdet, der med sit kontante spil styrede slagets gang fra positionen på midtbanen. Han blev gjort til anfører af Ebbe Skovdahl i 1990 og besad hvervet indtil sit karrierestop i 1998.
Med Finn Christensen som styrmand opnåede det unge 90'er-hold at vinde sølvmedaljer i sæsonen 1996-97 og deltage i UEFA Cuppen to gange. I samme periode opnåede Finn kultstatus i Vejle Boldklub, hvor tilhængerne kun omtalte ham som Ferrari Finn.
Med sine 457 kampe er Finn "Ferrari" Christensen den spiller, der har spillet tredjeflest kampe for Vejle Boldklub. Den tidligere anfører, Gert Eg, har klubrekorden med 509 kampe.

## Eksterne Henvisninger
- Finn Christensens spillerprofil i DBU's Landsholdsdatabase
- Finn Christensens spillerprofil på Transfermarkt (engelsk)
- Finn Christensens profil hos FootballDatabase.eu (engelsk)
- Vejle Boldklub Arkiveret 25. februar 2011 hos  Wayback Machine